# Karl Eschweiler

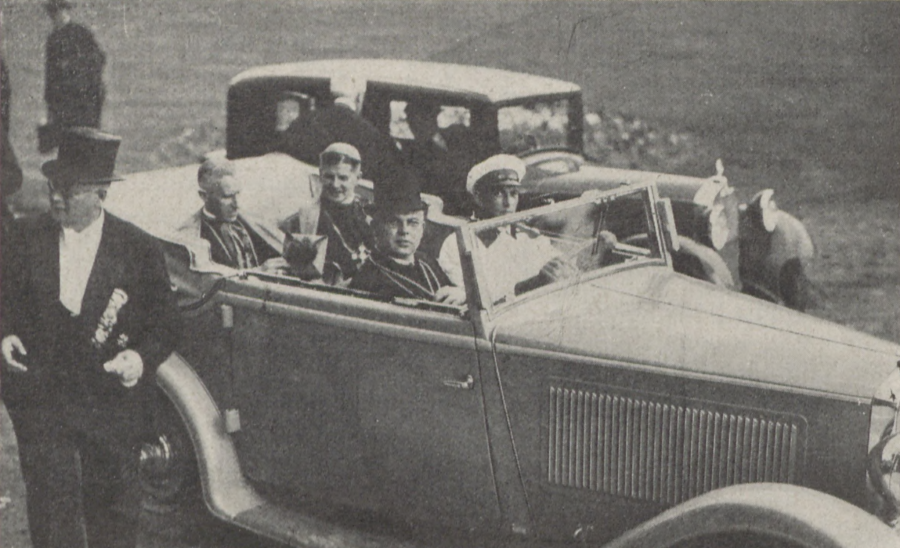
Eschweiler on the steering wheel, Braniewo 1932

Karl Eschweiler (Euskirchen, 5 september 1886 - Berlijn, 30 september 1936) was een rooms-katholiek priester, Duits filosoof en theoloog.

## Loopbaan
Eschweiler studeerde in München godsdienstfilosofie en promoveerde op de theologie van Augustinus. In 1910 werd hij priester gewijd. In de jaren twintig werkte hij aan de universiteit van Bonn, waar hij vriendschap sloot met de hervormingsgezinde kerkhistoricus en patroloog Albert Ehrhard. Vanaf 1928 was Eschweiler als docent dogmatiek verbonden aan de filosofisch-theologische academie in Braunsberg in Oost-Pruisen. Hier werd hij reeds in 1933 lid van de NSDAP. Zowel zijn lidmaatschap als zijn publieke optreden ten gunste van de nationaalsocialisten leidde in 1934 tot een schorsing door de bisschop. Directe aanleiding tot de schorsing was Eschweilers verdediging van het nieuwe beleid inzake onvrijwillige sterilisatie. In het jaar daarna verzoende Karl Eschweiler zich met zijn bisschop, maar werd vanwege ziekte met verlof gestuurd. In 1936 stierf hij en kreeg als lid van de NSDAP, begraven in zijn partij-uniform, een pompeuze partijbegrafenis.

## Theologie
Eschweiler werd in 1926 bekend met zijn boek Die zwei Wege der neueren katholischen Theologie. Hij viel hierin de toen hernieuwde en actuele  "Jezuïetentheologie" aan, die oorspronkelijk was ontwikkeld door de jezuïeten Gabriel Vázquez en Luis de Molina. Volgens Eschweiler moest deze theologie uitlopen op een Hermesiaans rationalisme. Hij illustreerde dit enerzijds aan de hand van de filosofische opvattingen van Georg Hermes, die in vervolg op de kritische filosofie van Immanuel Kant het kerkelijke dogma rationeel wilde funderen en anderzijds aan de hand van de dogmatiek van Matthias Joseph Scheeben, die in zijn ontologie het natuurlijke scherp onderscheidt van het bovennatuurlijke. Eschweiler kwam hierdoor in conflict met de neoscholastieke Molinist Johann Baptist Stufler. Aan de hand van het werk van Reginald Garrigou-Lagrange verenigde Eschweiler dogmatiek, apologetiek en kerkgeschiedenis in een 'geloofswetenschap', die openbaring en rede met elkaar verzoent in een historisch proces. In tegenstelling tot de rationalistische zienswijze, waarin de genade veeleer rechtstreeks door God aan de mens wordt geschonken of zelfs immanent in de wereld aanwezig is, pleit Eschweiler voor een eenduidige heilsbemiddelende ecclesiologie.
De controverse over het boek van Eschweiler liep vooruit op latere discussies rond de Nouvelle Théologie en de antropocentrische kerygmatische theologie van Karl Rahner met zijn "übernatürliches Existential".

## Werken
- Die ästhetischen Elemente in der Religionsphilosophie des hl. Augustin, Euskirchen 1909. Online-Edition, ed. Thomas Marschler (2011): http://opus.bibliothek.uni-augsburg.de/volltexte/2011/1715/
- 'Religion und Metaphysik', in: Hochland 19 (1921) 303-313
- Die Herkunft des industriellen Menschen, in: Hochland 22 (1925) 378-398
- Die katholische Theologie im Zeitalter des deutschen Idealismus. Die Bonner theologischen Qualifikationsschriften von 1921/22. Aus dem Nachlaß herausgegeben und mit einer Einleitung versehen von Thomas Marschler. Monsenstein und Vannerdat, Münster 2010, ISBN 978-3-86991-180-9
- Die zwei Wege der neueren Theologie: Georg Hermes - Matth. Jos. Scheeben. Eine kritische Untersuchung des Problems der theologischen Erkenntnis. Benno Filser, Augsburg 1926. Online-Edition, ed. Thomas Marschler (2010): https://web.archive.org/web/20110719101938/http://opus.bibliothek.uni-augsburg.de/volltexte/2010/1613/
- 'Eine neue Kontroverse über das Verhältnis von Glauben und Wissen', in: Bonner Zeitschrift für Theologie und Seelsorge 3 (1926) 260-276;
- Eine neue Kontroverse (II), in: Bonner Zeitschrift für Theologie und Seelsorge 4 (1927) 155-160;
- Die Philosophie der spanischen Scholastik auf den deutschen Universitäten des 17. Jahrhunderts, Münster 1928
- Johann Adam Möhlers Kirchenbegriff, Braunsberg in Pr. 1930
- 'Die Kirche im neuen Reich, in: Deutsches Volkstum 15/1 (1933) 451-458.

- Bibliothèque nationale de France: cb16654465q (data)
- Gemeinsame Normdatei: 116569638
- International Standard Name Identifier: 0000 0001 0868 0299
- Library of Congress Control Number: no2005067653
- Nationale Bibliotheek van Israël: 987007367571105171
- Nederlandse Thesaurus van Auteursnamen: 074001000
- Virtual International Authority File: 8143086
- WorldCat: E39PBJB8vGd8kHwfrJgcDKWdQq